# G&R

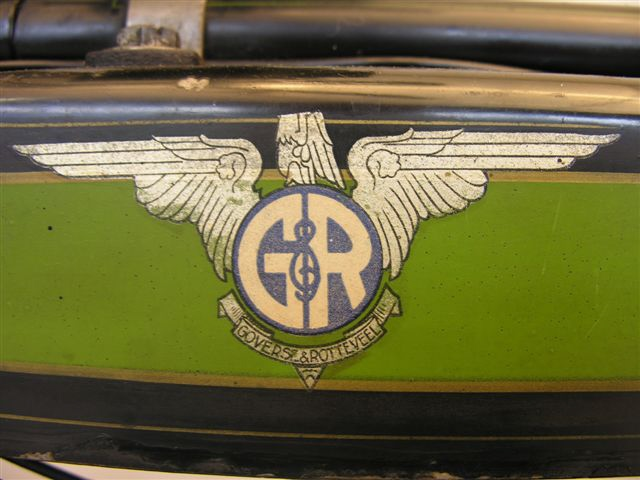

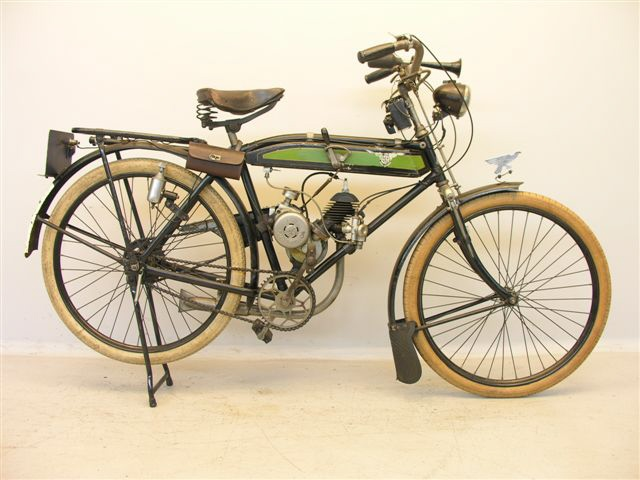
G&R Sachs uit 1931

G&R is een historisch merk van motorfietsen.
G&R stond voor: Goverse & Rotteveel.
Het was een Nederlands merk, gevestigd in Den Haag, dat in elk geval in 1931 en 1932 motorfietsen met een Sachs-motor van 74 cc maakte. 